# Emilio Covelli
Emilio Covelli (Trani, 5 agosto 1846 – Nocera Inferiore, 15 agosto 1915) è stato un anarchico italiano.

## Biografia
Fu insieme a Carlo Cafiero (di Barletta) uno dei più importanti esponenti italiani del movimento anarchico del Meridione, aderendo alla Federazione italiana dell'Associazione internazionale dei lavoratori.
Per un periodo visse in esilio a Parigi da dove tornò in Italia a causa delle sue condizioni di salute; morì nel manicomio di Nocera.
Membro della nobile famiglia dei Covelli di Trani, nella sua vita ha seguito l'evolversi del movimento anarchico rendendosi parte attiva nella diffusione in Italia dei testi originali in lingua tedesca (Marx, Engels, ecc.). Scrisse anche due opere: L'economia politica e la scienza nel 1874 ed Economia e Socialismo pubblicato nel 1908.
Una targa commemorativa lo ricorda sulla facciata del Palazzo Covelli in Trani. Essa riporta una sua frase: "Non mi vendo né ai governi né ai partiti. Ho bramato miserie persecuzioni calunnie. Ho rifiutato tutto. Resto ciò che sono. Così parlano gli anarchici."